# Aime et fais ce que tu veux (hebdomadaire féminin)
Pour les articles homonymes, voir Aime et fais ce que tu veux (homonymie).
Aime ou Aime et fais ce que tu veux était un magazine féminin hebdomadaire français créé en 2017. Son titre fait allusion à la célèbre citation de saint Augustin : « Aime et fais ce que tu veux ».
L'éditeur, la société Mulieris, a été placée en liquidation judiciaire le 23 mai 2018, mois où le magazine cesse de paraître après dix-huit numéros.

## Presse féminine
Elle a pour but de revendiquer « la liberté d'être une femme […] sans être restreintes par des cases. […] Nous voulons sortir des clichés et avoir la liberté d’assumer notre foi, notre jardin intérieur et notre apparence extérieure. Etre soi-même, tout simplement. »

## Diffusion
Le premier numéro a été tiré en 40 000 exemplaires, diffusé par abonnements et en kiosques.